# 기북초등학교
기북초등학교는 대한민국 경상북도 포항시 북구에 있는 초등학교다.

## 학교 연혁
- 1934.05.17 기계공립보통학교 부설 대곡간이학교 인가
- 1943.04.01 기북국민학교로 승격
- 1943.05.13 기북국민학교 개교
- 1947.04.01 덕동분교장 설치
- 1948.02.01 가안분교장 설치
- 1956.02.28 덕동분교장 덕동국민학교로 승격분리
- 1963.03.01 가안분교장 기서국민학교로 승격분리
- 1992.03.01 덕동분교장 폐교, 본교 통합
- 1996.03.01 기북초등학교로 교명 변경
- 2015.01.17 제67회 졸업(졸업생 누계 4545명)
- 2015.03.01 제35대 김판귀 교장 취임
- 2015.03.01 4학급 편성